# Kahone
 (octobre 2012).
Si vous disposez d'ouvrages ou d'articles de référence ou si vous connaissez des sites web de qualité traitant du thème abordé ici, merci de compléter l'article en donnant les références utiles à sa vérifiabilité et en les liant à la section « Notes et références ».
Kahone est une ville de l'ouest du Sénégal, située à environ 5 km au nord-est de Kaolack.

## Géographie
Outre Kaolack, les localités les plus proches sont Thioffackk, Ngokare, Damonghaye, Maka Kahone et Palado. 

## Histoire
Kahone était la capitale du Sine-Saloum depuis le XVe siècle, mais elle a perdu cette position privilégiée lorsque l'administration coloniale lui a préféré Kaolack.
Un baobab géant (Guy-Gu-Rëy-Gui ou Guy Njulli, « Baobab de la circoncision »), aujourd'hui couché, servait autrefois de refuge aux circoncis pendant plusieurs semaines. Chaque année, en mai, s'y déroule le Gamou de Kahone, une manifestation traditionnelle remontant au XVIe siècle, du temps du roi du Saloum Latmingué Diélène Ndiaye. Des danses rituelles avec des  masques sont pratiquées, ainsi que des séances de divination destinées à prédire le déroulement de l'hivernage, c'est-à-dire de la saison des pluies. Le Gamou réunit des représentants de toutes les provinces du royaume.

## Administration
Lors de la réforme administrative de 1984, l'actuelle commune de Kahone a été incluse dans le département de Gossas dans la région de Fatick. La localité est érigée en commune en 1996.
Depuis 2002, c'est l'une des sous-préfectures du département de Kaolack, une subdivision de la région de Kaolack.

## Démographie
Lors du recensement de 2002, la population s'élevait à 5 405 personnes. En 2007, selon les estimations officielles, Kahone compterait 5 852 habitants.

## Économie
Les ressources locales proviennent principalement de l'agriculture, mais des projets de développement industriel sont en cours — une usine d'égrenage du coton y a été mise en service dès le début des années 1970 — et l'essor du tourisme est notamment lié aux vestiges du passé dans cette région.

## Culture
Le patrimoine culturel de la localité est constitué par le Gouye Ndiouly, baobab des circoncis, près duquel le roi du Saloum (Maad Saloum) organisait les cérémonies de circoncision, et par le Gouye Guéweul, baobab cimetière des pares, illustres griots de la cour royale.

## Personnalités nées à Kahone
- Maodomalick Faye, footballeur.

#### Ouvrages
- Alioune Sarr et Charles Becker (Introduction, bibliographie et notes), Histoire du Sine-Saloum, t. 46, Bulletin de l'IFAN, p. 211-283.
- Henry Gravrand, La Civilisation sereer, Dakar, Nouvelles éditions africaines, 1983.
- (en) Martin A. Klein, Islam and Imperialism in Senegal Sine-Saloum, Presses de l'Université Stanford, 1968, 285 p.

#### Articles
- Badara Diouf, « Le Gamou de Kahone : mythe ou réalité », Le Soleil,‎ 11 août 1989, p. 12-13.